# بوبي مادن
بوبي مادن (بالإنجليزية: Bobby Madden)‏ هو لاعب كرة قدم وحكم كرة قدم ومدرب كرة قدم بريطاني، ولد في 25 أكتوبر 1978 في اسكتلندا في المملكة المتحدة.

## وصلات خارجية
- بوبي مادن على موقع IMDb (الإنجليزية)

- بوبي مادن على موقع Soccerway.com (الإنجليزية)